# ブランドン・アダムス
ブランドン・アダムス（Brandon Adams,  1979年8月22日 - ）は、アメリカ合衆国の俳優・子役である。

## 来歴
1979年、カンザス州トピカに生まれる。1988年にマイケル・ジャクソンが主演した『ムーンウォーカー』へのジーク役でデビュー。デビューでありながら、同作品への出演で一躍認知度も上がり、1989年のヤング・アーティスト・アワードでは子役部門の最優秀賞を受賞した。1993年にも『サンドロット/僕らがいた夏』への出演で、アンサンブル部門において他のキャストらと共に同賞を再度受賞した。それ以外では、ウェス・クレイヴンが監督の『壁の中に誰かがいる』への主演でも知られている。現在も俳優として活動するほか、B・リーの名義でラッパーとしても活躍している。

## 出演作品

### 映画
- ムーンウォーカー Moonwalker (1988)
- ポリー Polly (1989) ※テレビ映画
- ポリー/天使と仲間たち Polly: Comin' Home! (1990) ※テレビ映画
- 壁の中に誰かがいる The People Under the Stairs (1991)
- The Boys (1992)
- 飛べないアヒル The Mighty Ducks (1992)
- サンドロット/僕らがいた夏 The Sandlot (1993)
- ヴァイラス Ghost in the Machine (1993)
- D2 マイティ・ダック D2: The Mighty Ducks (1994)
- ブロンドの甘い罠 Beyond Desire (1994)
- マッカーサー・パーク MacArthur Park (2001)

### テレビドラマ
- Empty Nest (1988, 1990)
- タイムマシーンにお願い Quantum Leap (1989)
- A Different World (1989, 1991)
- ベルエアのフレッシュプリンス The Fresh Prince of Bel-Air (1991, 1994)
- ナイトメア・カフェ Nightmare Cafe (1992)
- マーティン Martin (1993)
- サウス・ビーチ South Beach (1993)
- Roc (1994)
- ボーイ・ミーツ・ワールド Boy Meets World (1995)
- Sister, Sister (1995)
- バーニングゾーン The Burning Zone (1996)
- アニマル・レスキュー・キッズ ARK, the Adventures of Animal Rescue Kids (1997)
- モエシャ Moesha (1998, 1999)

### ビデオゲーム
- キングダム ハーツII KINGDOM HEARTS II (2005)
- キングダムハーツ2ファイナルミックス+ Kingdom Hearts II: Final Mix+ (2007)